# Provinciale weg 260
De provinciale weg N260 (N260) is een provinciale weg in de provincie Noord-Brabant. Een gedeelte van de weg tussen de A58 en de N261 maakt onderdeel uit van de Ring Tilburg. De weg verbindt de plaatsen Tilburg, Gilze, Alphen, Baarle-Hertog en Baarle-Nassau met elkaar en is sinds 2013 de hoofdverbinding tussen de steden Tilburg en Turnhout.
De N260 liep tot juli 2019 dwars door het Nederlands-Belgische dorp Baarle. Op Belgisch grondgebied in Baarle heet de N260 formeel de N119 tot 2019. Vanaf Weelde Station/grens gaat de weg door als de N119 naar Turnhout.
De weg is uitgevoerd als tweestrooks-gebiedsontsluitingsweg (ten noorden van de A58 2x2-strooks) met een maximumsnelheid van 80 km/h. In de gemeente Tilburg heet de weg Burgemeester Letschertweg. In de gemeente Gilze en Rijen heet de weg Langenbergseweg. In de gemeente Alphen-Chaam Gilzerweg, Goedentijd, Kapellekensbaan en Boshoven. In de gemeenten Baarle-Nassau en Baarle-Hertog heet de weg Nijhovenring,  Turnhoutseweg, Enclave-Grens en Grens.

## Geschiedenis
Tussen 1993 en 2003 verliep de N260 slechts van Hulten naar Baarle. Het wegvak tussen Baarle en de Belgische grens was onderdeel van de N268. Deze verliep van de A58 nabij Ulvenhout naar de Belgische grens ten zuiden van Baarle. Bij de in 2003 door de provincie doorgevoerde hernummering werd de N260 verlengd tot de Belgische grens. Het gedeelte tussen Ulvenhout en Baarle werd hernummerd tot N639. Het nummer N268 werd hergebruikt voor de weg Roosendaal - Dinteloord.
Er is behoorlijk geïnvesteerd in deze wegverbinding. Deze investeringen hangen samen met het voornemen om deze weg tot hoofdverbinding tussen de steden Tilburg en Turnhout uit te bouwen. Zo kwam in 2005 de oostelijke randweg Alphen gereed en is in 2006 het wegvak Alphen-Baarle tot volwaardige 80 kilometerweg omgebouwd. Tot 2008 werd gebouwd aan een directe wegverbinding tussen Gilze en Tilburg-West (Reeshof) waardoor sinds 2008 Tilburg het noordelijke eindpunt van de N260 is. Aan de Tilburgse zijde is er tussen 2010 en 2012 gewerkt aan een brug over het Wilhelminakanaal, die resulteerde in de 'opening' van de brug op 16 mei 2012. Sinds 2013 is de N260 doorgetrokken tot de aansluiting met de N261. Sinds de oostelijke randweg van Baarle-Nassau en Baarle-Hertog gereed is hoeft tussen Tilburg en Turnhout geen enkele woonkern meer te worden doorkruist.
Doordat de N260 voortaan rondom Tilburg gaat, heet de weg tussen Hulten en Gilze (Burgemeester Ballingsweg) voortaan N260A.

## Randweg Baarle
De randweg heeft de volgende verbindingen met (met de klok mee):
- Boshovenring / Chaamseweg, richting Chaam
- Alphensweg, richting Alphen en Tilburg
- N135 Poppel, via Alphenseweg / Oordeelsestraat
- Centrum-Noord Baarle-Nassau en Baarle-Hertog, via Alphenseweg
- Industrie Visweg, via Nijhoven-West
- Weelde, via Nijhoven-Oost en Reth
- Centrum-Zuid Baarle-Nassau en Baarle-Hertog, via Turnhoutseweg
- Nijhovenring / Turnhoutseweg, richting Weelde-Station en Turnhout

## Fotogalerij

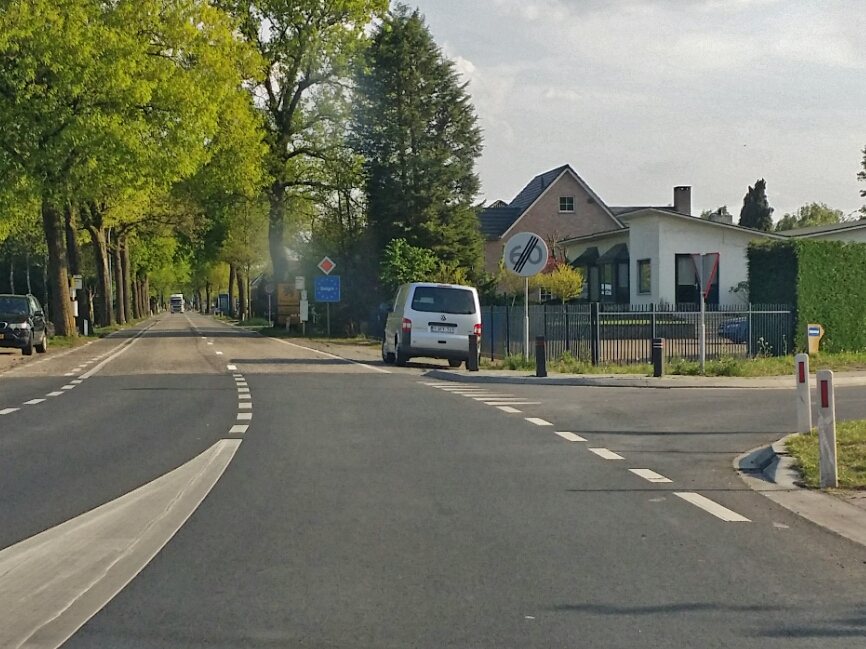
De N260 bij de grens van Baarle-Nassau en Weelde-Station
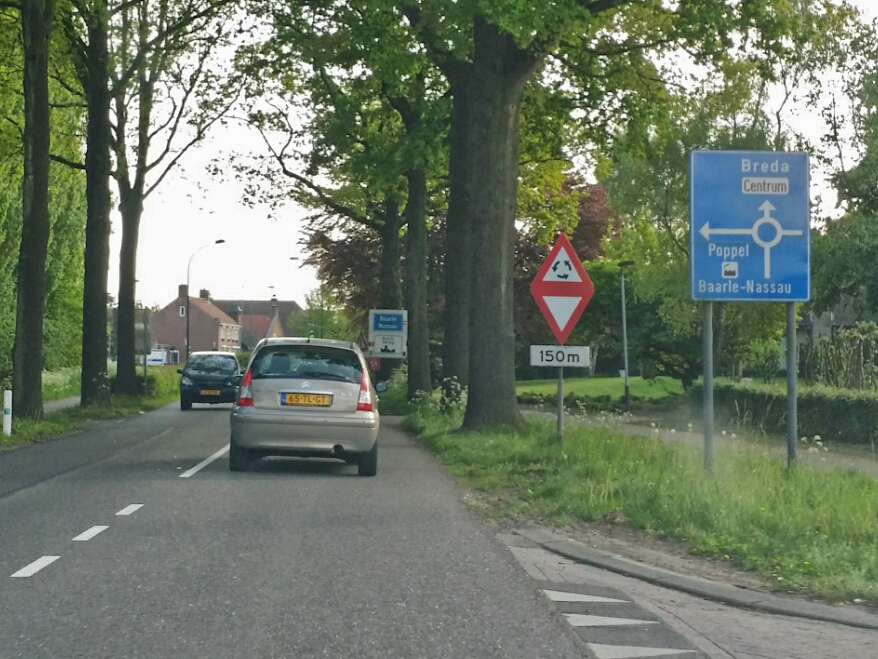
De voormalige N260 (Alphenseweg) op Belgisch grondgebied (formeel de N119) met Belgische bewegwijzering in Baarle-Hertog
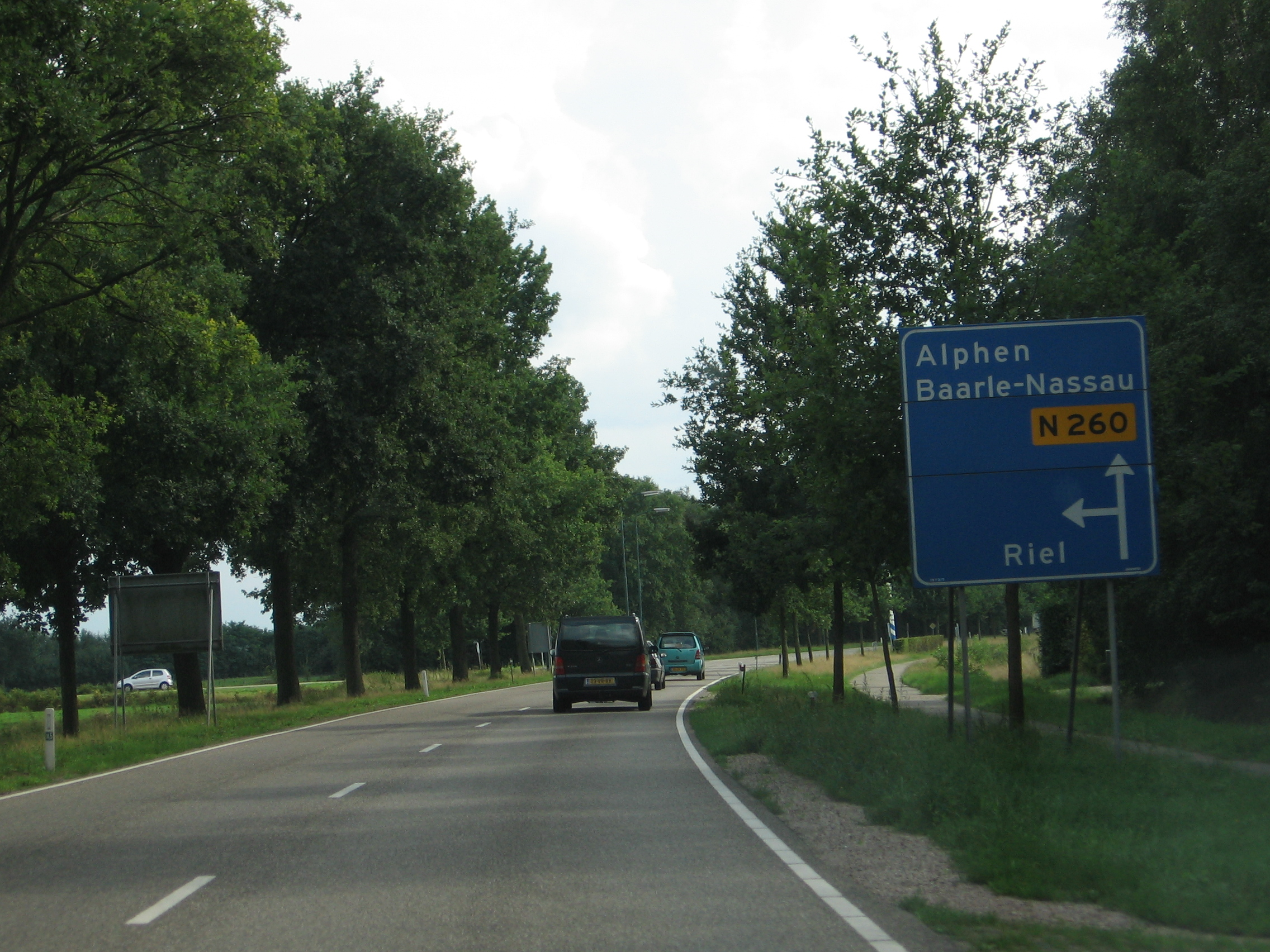
De N260 tussen Gilze en Alphen
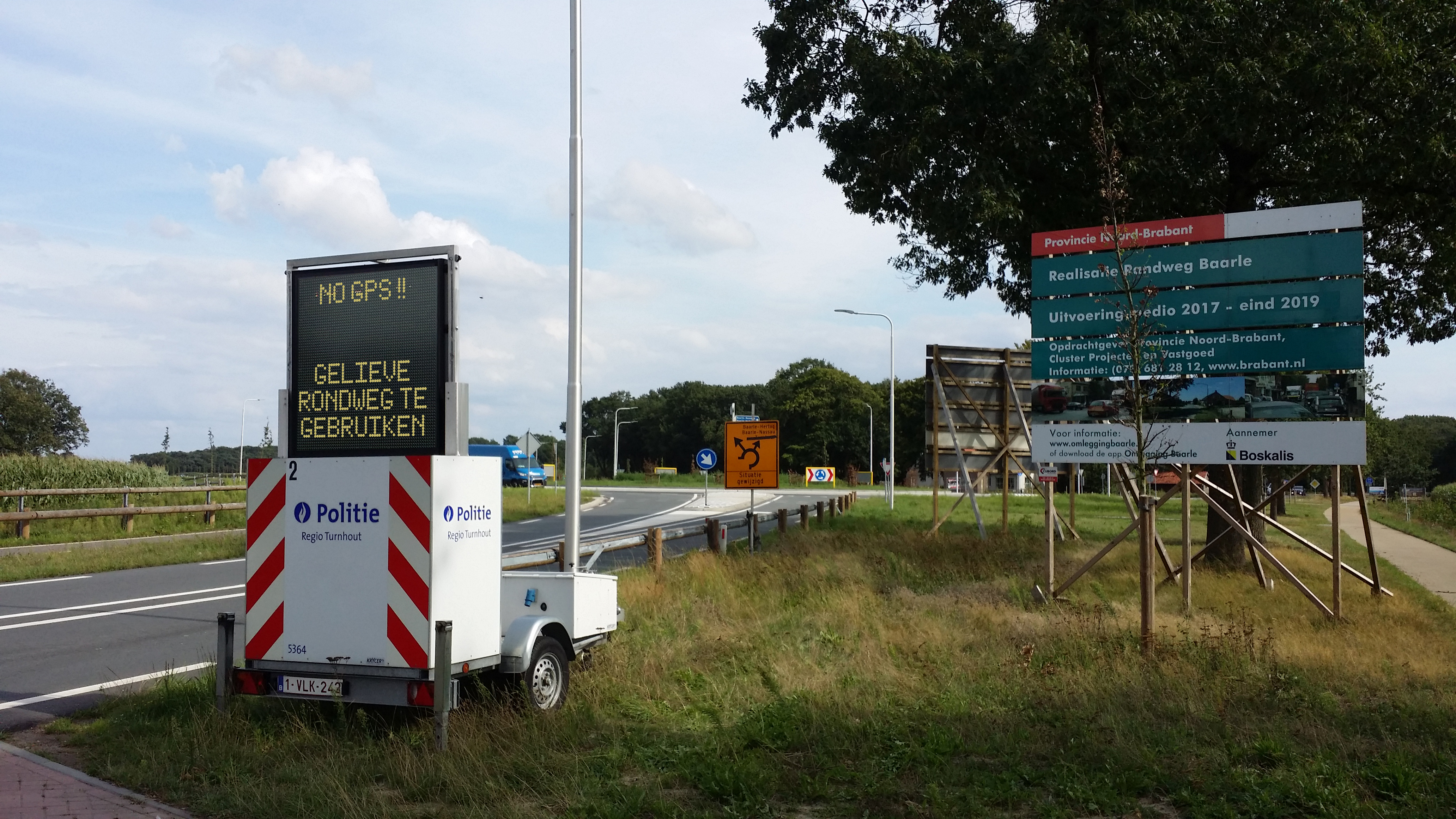
Tijdelijke informatieborden bij de randweg Baarle

## Burgermeester Ballingsweg N260A
De N260A is een zijtak van de N260, het verkeer van Goirle kon via de N260A sneller naar de N282 in Hulten brengt, de N260A was in 2012 gereed nadat de N260 werd verbreed. Na 12 jaar is de gehele N260A naar 2x2 rijstroken verbreed en is hernummerd naar N282 in 2024, daarna is de N260A opgeheven en is nu N282.

N62 · N69 · N251 · N252 · N253 · N254 · N255 · N256/A256 · N257 · N258 · N260 · N261 · N262 · N263 · N264 · N266 · N267 · N268 · N269 · N270/A270 · N271 · N272 · N273 · N274 · N275 · N276 · N277 · N278 · N279 · N280 · N281 · N282 · N283 · N284 · N285 · N286 · N287 · N288 · N289 · N290 · N291 · N292 · N293 · N294 · N295 · N296 · N296n · N297 · N298 · N300 · N321 · N322 · N324 · N329 · N389 · N394 · N395 · N396 · N397

N556 · N562 · N564 · N570 · N572 · N590 · N595 · N598 · N601 · N602 · N605 · N607 · N612 · N613 · N615 · N616 · N617 · N618 · N620 · N622 · N625 · N629 · N631 · N632 · N637 · N638 · N639 · N640 · N641 · N651 · N652 · N653 · N654 · N655 · N656 · N658 · N659 · N660 · N661 · N662 · N663 · N664 · N665 · N666 · N667 · N668 · N669 · N670 · N671 · N673 · N674 · N675 · N676 · N682 · N683 · N686 · N689 · N690 · N831 · N843

Voormalige provinciale wegen: N299 · N551 · N552 · N553 · N554 · N555 · N560 · N561 · N563 · N565 · N566 · N567 · N568 · N571 · N574 · N580 · N581 · N582 · N583 · N584 · N585 · N586 · N587 · N588 · N589 · N591 · N592 · N593 · N594 · N596 · N597 · N603 · N604 · N606 · N608 · N610 · N611 · N614 · N619 · N621 · N623 · N624 · N626 · N628 · N630 · N634 · N642 · N657